# 臺灣～澎湖161kV電纜
臺灣～澎湖161kV電纜為連繫臺灣本島與澎湖之間的電力傳輸海底電纜，簡稱臺澎海底電纜，該海纜由台灣電力公司所興建營運，於2021年10月底完工啟用，為臺灣第一條161kV等級的特高壓海底電纜，也是澎湖自有電力系統以來，首度與臺灣本島電力系統併聯。

## 沿革

### 背景
澎湖本島自臺灣日治時期以來，均由馬公市的澎湖發電廠供應全島用電，第二次世界大戰戰後隨著澎湖地區經濟觀光發展，澎湖發電廠持續擴增發電機組也仍無法應付，因此於1994年起台灣電力公司推動湖西鄉尖山發電廠計畫，分兩期裝設12部重油發電機組取代澎湖發電廠功能。
不過燃燒重油的尖山發電廠除了燃料須從臺灣本島運送的運輸成本外，本身燃料成本也高，每發一度電成本就約新臺幣6－7元，再加上政府開始推動再生能源發展，澎湖為得天獨厚的風力發電優質場域，但澎湖屬於獨立電網系統，電網能源比例尚需配合備載機組才能增加再生能源容量，而目前尖山發電廠又難以再擴建發電機組，因此台電曾推動的澎湖低碳島計畫就因無法輸送回臺灣本島而擱置。

### 計畫
台電公司自2004年起由系統規劃處開始臺澎海纜的初步可行性評估，經過一年完成後，該計畫移撥輸變電工程處線路技術組承辦，展開為期4年的臺灣、澎湖間海事調查與海纜路徑規劃與設計，並預估路上電纜施工期需約1年半、海底電纜部分需約4年，全線應可於2015年12月完工加入系統。
該評估工作由台電公司對外發包給EGS環球勘探公司，針對海洋潮差、海床深度，及海底地質組成等可能影響電纜佈設的因素深入調查，也因臺灣冬季東北季風造成海象不佳，因此調查工作均只能集中在每年的4到10月之間進行，從而拉長初期海事調查工作的期程。在此之後臺澎兩岸的海纜上岸引接點，澎湖規劃於尖山發電廠、臺灣本島則規劃在距離澎湖最近的雲林縣沿海地區上岸引接，候選地點有四湖、口湖，以及臺西等三鄉鎮，經後續綜合評估環境、施工、設備、法規等因素考量下，最終選擇口湖鄉做臺澎海纜上岸引接點。
2008年2月臺灣～澎湖161kV電纜通過行政院環保署環境影響評估審查，開始實質推動。

### 施工

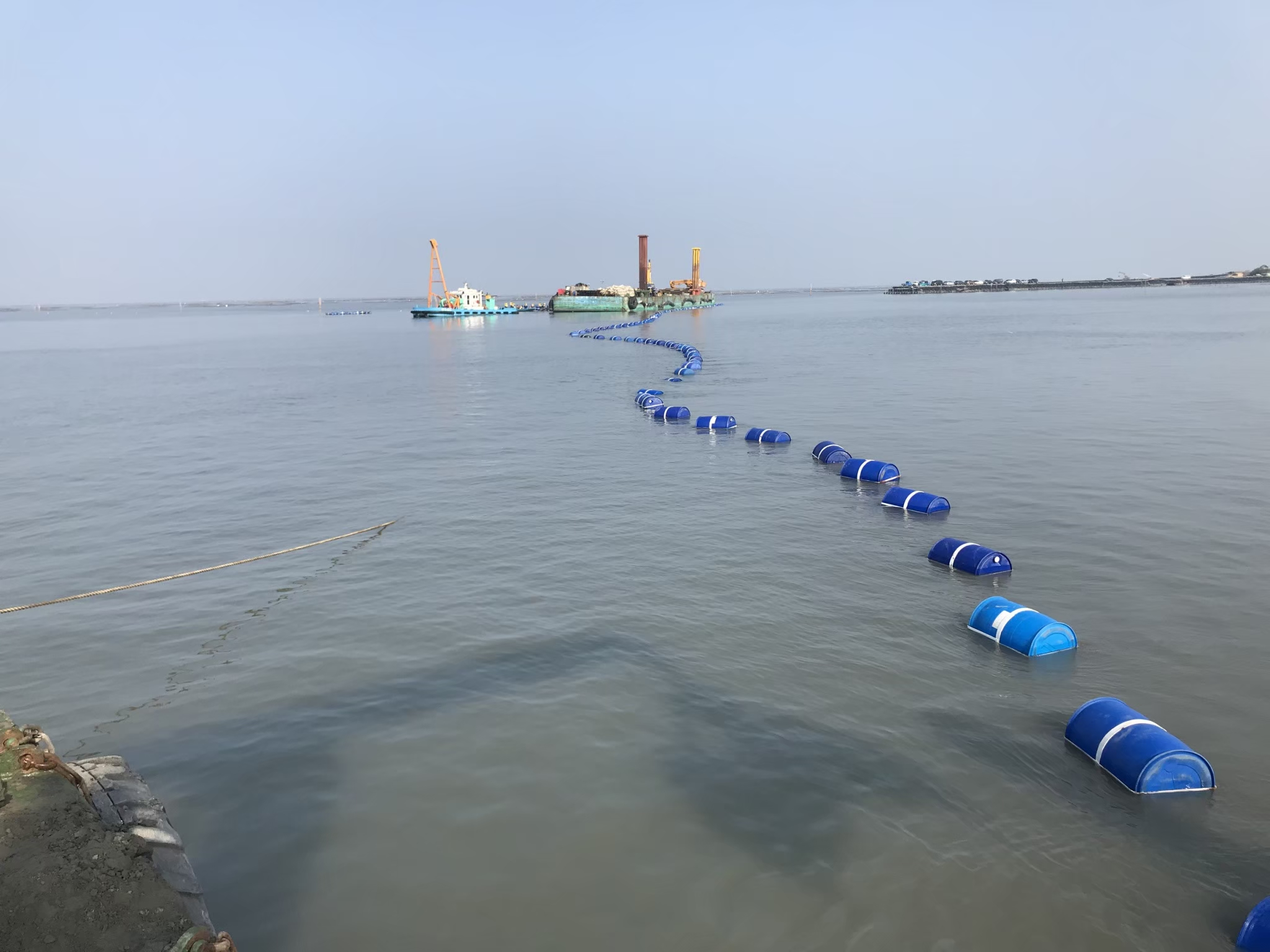
臺澎海底電纜近海佈放電纜過程。

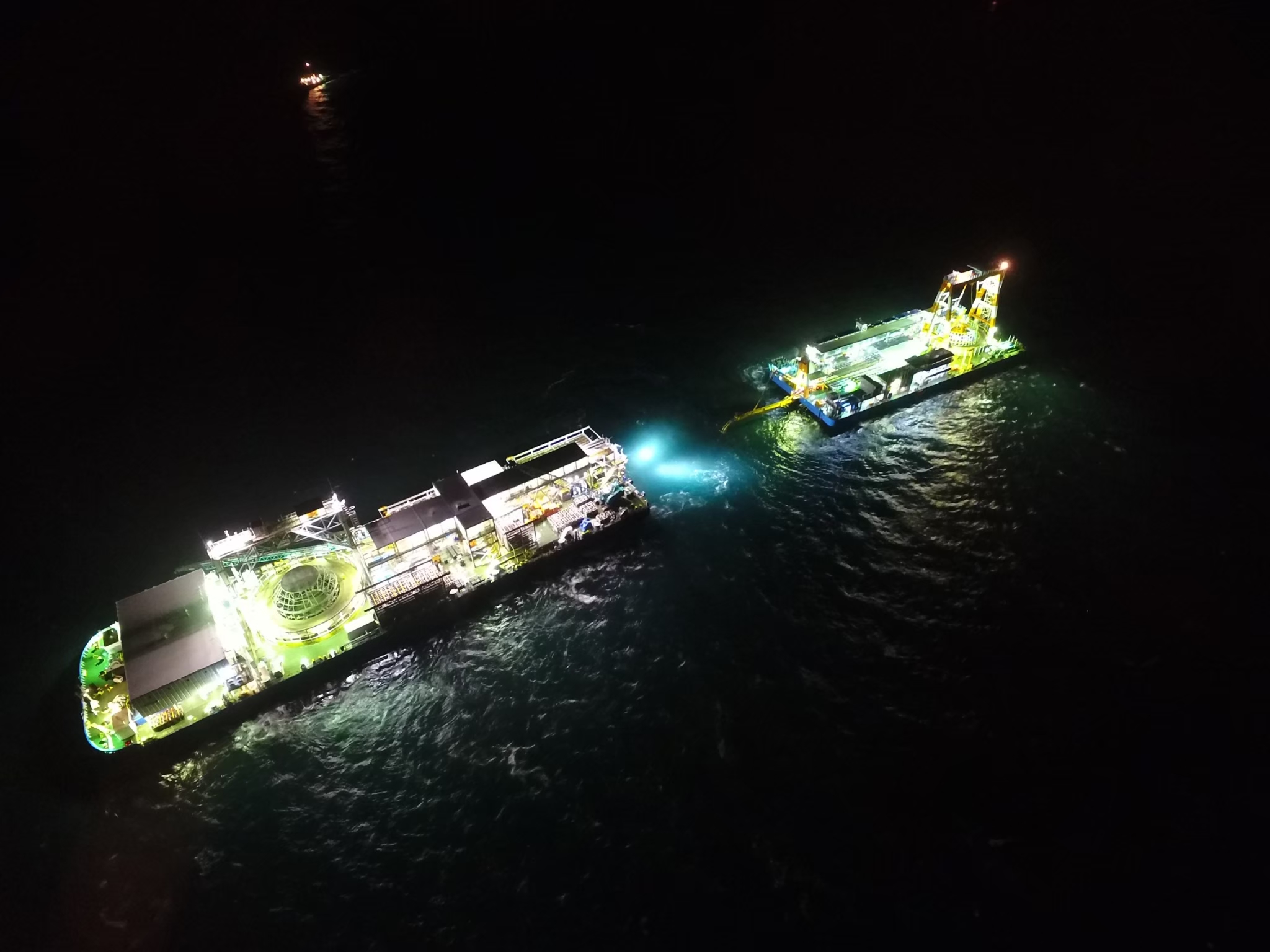
臺澎海底電纜夜間佈放電纜過程。

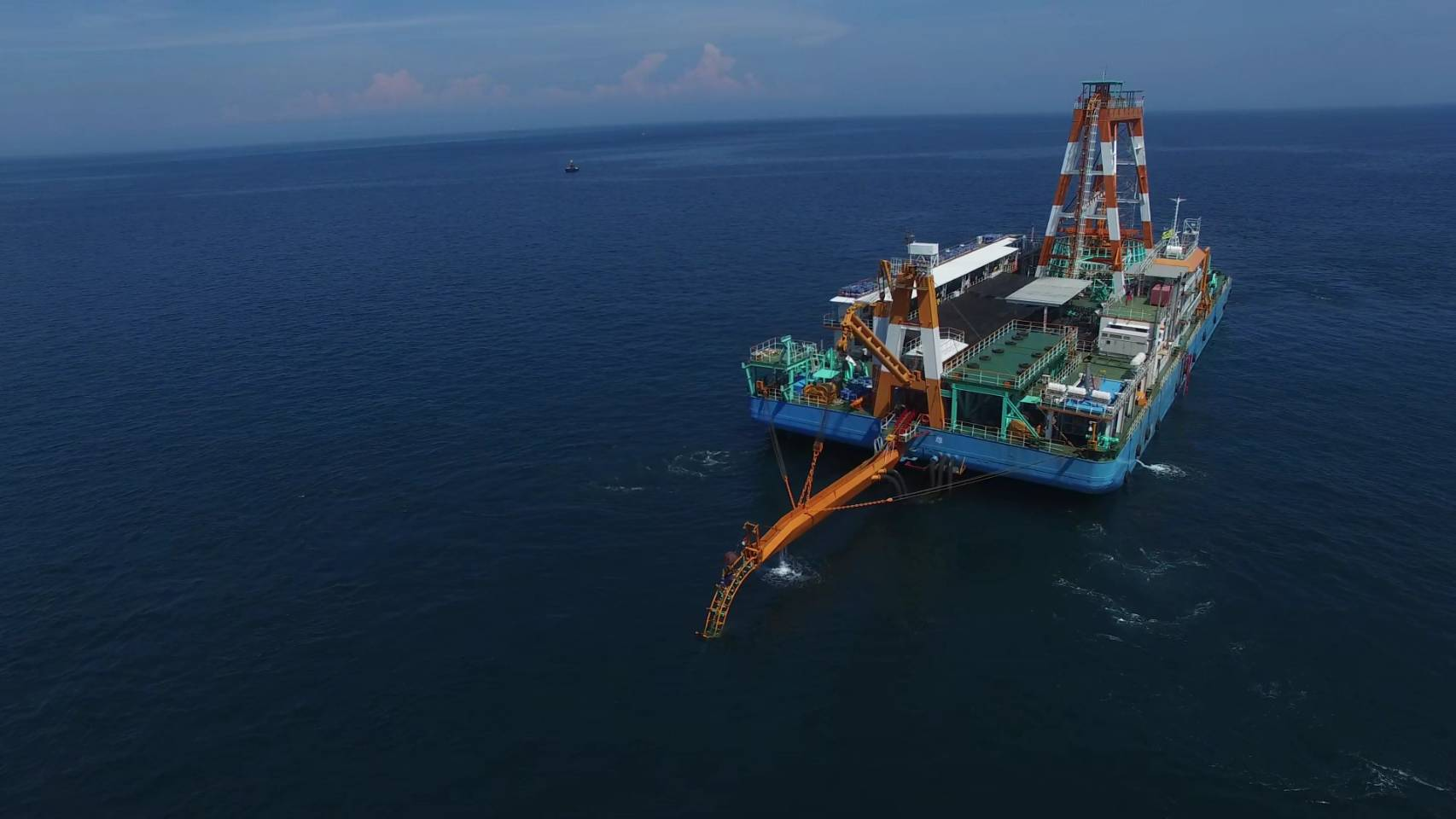
臺澎海底電纜海上施工平台。

2011年底臺灣～澎湖161kV電纜由台電公司輸變電工程處中區施工處承辦，並對外發包，由日本公司傑電超高壓電纜公司與住友商事共同得標，並於12月1日報請開工，澎湖上陸端預計在尖山發電廠場區內新設澎湖一次變電所作為引接點，施工初期台電考量到海纜澎湖上陸端會有一段需橫跨沙灘，因此要求承包商須使用鍍鋅鋼筋，或加厚電纜保護層防止海水、帶鹽分海砂入侵電纜混凝土保護結構，起初日本承包商認為當初合約簽訂時並未述明而拒絕配合，後經協調，加上台電派員至日本考察類似之海纜上陸設計，幾經協調下，承包商才承諾全數以鍍鋅鋼筋施作防鏽。
澎湖上陸端引接的澎湖一次變電所由星能股份有限公司承攬施工，總得標金額新臺幣計8.39億元，利用尖山發電廠右側土地增設屋內式變電所一棟，星能公司也因承攬新建該變電所獲得行政院公共工程委員會第十五屆公共工程設施類金質獎。
海纜施工段由佈纜船 HOKUTO 號與臺灣的穩晉五號各自負責深海床段與淺海段，併埋設於海床下方約2公尺，而佈放海纜時，因須先確認當下之海流情況與天氣，因此施工船往往每次佈放僅能小段分批放置，每一次出海佈放電纜需耗時約一個月的時間。
雲林口湖鄉陸路段則因近海漁業，加上引接的口湖二次變電所距離口湖鄉人口居住中心較近，因此該段施工期間多次遭逢當地居民抗爭，認為埋設電纜會有電磁波，或施工造成週邊房屋地層下陷、交通堵塞等問題。對此台電為了降低施工帶來的衝擊，原先計畫口湖二次變電所改建為一次配電變電所引接電纜，經民眾抗爭取消改為新建台子村開閉所引接臺澎電纜。而台子村開閉所工程再度受居民抗爭，最終2013年5月台電放棄，改以161kV北港～四湖線地下銜接海纜。口湖市區路段也決定以多點推進的方式，在線路節點開挖出發與到達井，並於地底下推進，大大減少明挖時帶來的交通與民生衝擊。
2018年底台電取得臺澎海纜最後1.4公里雲林陸路段的施工許可，2019年土木工程進場施工，卻再度遭口湖當地居民到施工現場包圍與阻止施工，經雲林縣警察局派員到場協助維持秩序，台電與居民雙方持續溝通下，才得以進場施工。2021年8月下旬土木工程完成，機電廠商進駐開始電纜佈放與機電工程。

### 完工

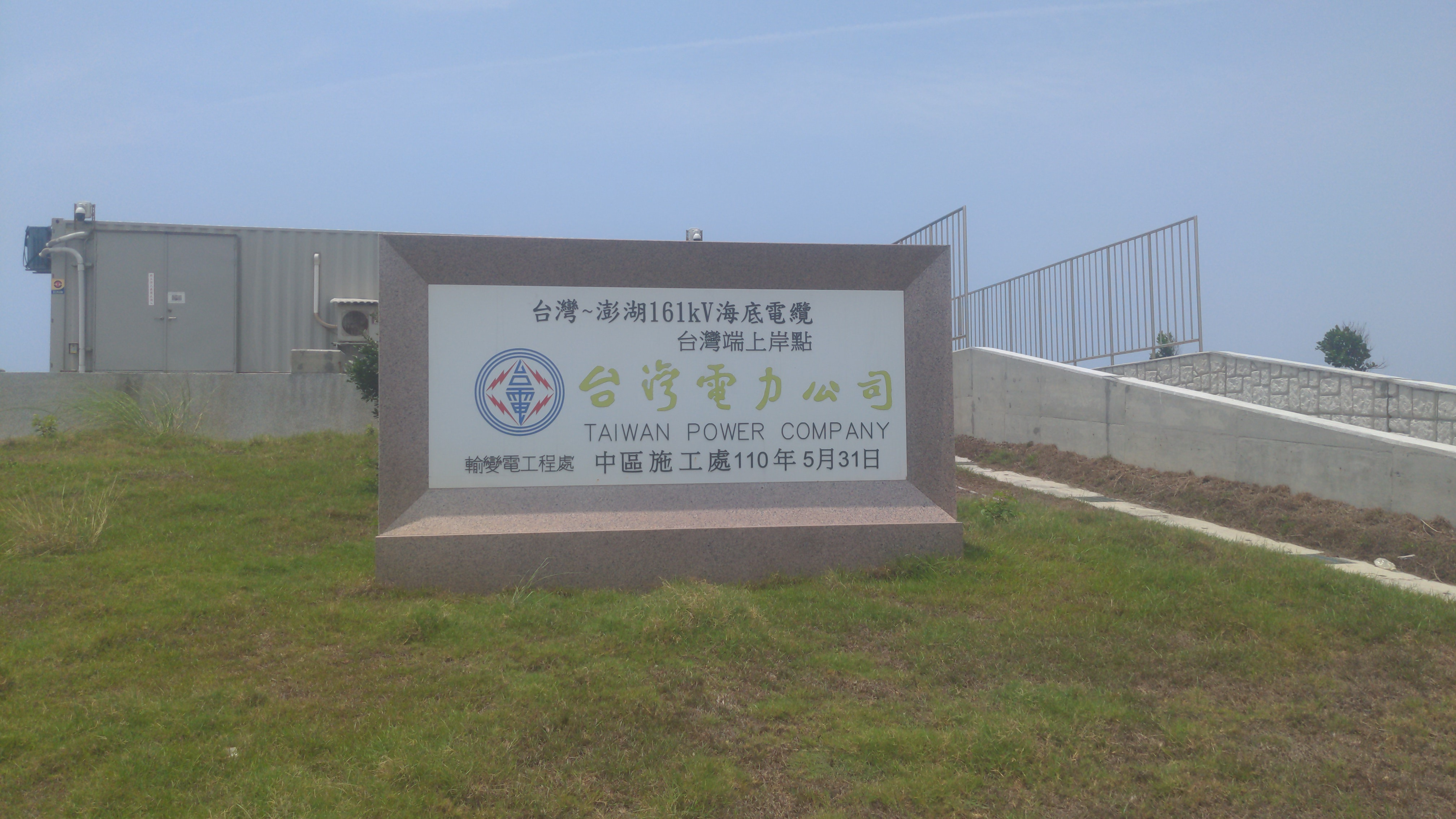
完工後於立碑於台灣端上岸點

2021年10月22日臺澎海纜全線完成開始進行持續7天、168小時的電纜加壓測試，10月29日晚間完成測試，當晚尖山發電廠所發電力併接至廠內69kV輸電線路，進行與臺灣本島併網前的模擬測試。2021年10月30日凌晨4時澎湖電網與臺灣本島電網完成併聯，自此澎湖電網正式合併至臺灣電網系統運轉，後續將由承包商繼續進行為期三個月的試運轉作業，待順利完成後就會正式加入臺灣電網系統運轉。臺澎海纜整體計畫共投資約新臺幣157.3億元，全線總長67.9公里，其中澎湖陸上段約300公尺、海纜段58.8公里、雲林陸上段8.8公里。
在臺澎電纜完工後，原先因為容量限制而暫時擱置的台電澎湖低碳島龍門、講美、大赤崁三座風力發電站計畫也將重新啟動。

## 技術諸元
- 電纜類型：海纜段雙迴路單芯 XLPE 630mm2 電纜，陸纜段雙迴路 XLPE 2000mm2 電纜[14]，三相共計六條電纜。
- 輸電容量：最高40萬瓩[14][3]。
- 電壓等級：161千伏[14]。